# Into My Life (album)
Albums de Chet Baker et Carmel Strings
Double-Shot
(1966) In the Mood
(1966)
Into My Life est un album studio du trompettiste jazz Chet Baker et de l'ensemble Carmel Strings, enregistré en 1966 et sorti sur le label World Pacific.

## Réception
Allmusic attribua 3 étoiles au disque.

## Liste des pistes
| 1.  | A Man and a Woman (Un homme et une femme) | Francis Lai                                | 2:10 |
| 2.  | Guantanamera                              | Joseíto Fernández                          | 3:05 |
| 3.  | I've Got My Love to Keep Me Warm          | Irving Berlin                              | 3:04 |
| 4.  | The Ballad of the Sad Young Men           | Jay Landesman, Fran Landesman, Thomas Wolf | 4:09 |
| 5.  | Here, There and Everywhere                | John Lennon, Paul McCartney                | 2:45 |
| 6.  | Cherry Pink (and Apple Blossom White)     | Louis Guglielmi, Mack David                | 2:50 |
| 7.  | Serenata                                  | Mitchell Parish, Leroy Anderson            | 1:50 |
| 8.  | More and More Amor                        | Sol Lake                                   | 2:59 |
| 9.  | All                                       |                                            | 2:56 |
| 10. | If He Walked Into My Life                 | Jerry Herman                               | 4:03 |
| 11. | Trains and Boats and Planes               | Burt Bacharach, Hal David                  | 2:22 |
| 12. | Got to Get You Into My Life               | John Lennon, Paul McCartney                | 2:15 |

## Musiciens
- Chet Baker - bugle
- The Carmel Strings
- Harry Betts - arrangeur, chef d'orchestre